# Pedro Mendes (futbolista nacido en 1999)
Pedro Manuel Lobo Peixoto Mineiro Mendes (Guimarães, 10 de junio de 1999), más conocido como Pedro Mendes, es un futbolista portugués que juega en la demarcación de delantero para el Modena F. C. de la Serie B de Italia.

## Trayectoria
Nacido en Guimarães, Mendes comenzó en las categorías inferiores de los clubes de Vitória S. C. y Moreirense F. C. antes de unirse a la academia del Sporting CP a la edad de 18 años.
El 19 de septiembre de 2019, después de haber marcado siete goles en seis partidos con el Sporting de Portugal "B", debutaría con el primer equipo del Sporting CP en un partido de la fase de grupos de la Liga Europa de la UEFA contra el PSV Eindhoven, en el que marcó gol nada más salir al campo para sustituir en el minuto 81 a Miguel Luís, en una derrota fuera de casa por tres goles a dos. Pedro se convirtió en el primer jugador del Sporting CP en lograr la hazaña en su debut en la competición europea.
El 11 de enero de 2020 hizo su debut en la primera división portuguesa, jugando 14 minutos en la victoria a domicilio por 3-1 sobre el Vitória de Setúbal. 
Durante la temporada 2019-20 jugaría 21 encuentros con el Sporting de Portugal "B" en la Liga Revelação con el que anotaría 15 goles. Con el primer equipo del Sporting CP jugaría 6 encuentros de la Primera División de Portugal y 6 partidos más de Europa League.
El 16 de septiembre de 2020 firmó con la U. D. Almería a préstamo por una temporada, con opción a compra del pase fijado en tres millones de euros. A finales de enero de 2021 la cesión se canceló y se marchó al C. D. Nacional. Fue cedido nuevamente para la temporada 2021-22, en esta ocasión al Rio Ave F. C. que tenía una opción de compra. Esta no se hizo efectiva, pero igualmente abandonó el conjunto lisboeta tras marcharse en agosto de 2022 al Ascoli Calcio 1898 FC.
El 16 de julio de 2024, tras dos años en Ascoli en los que marcó quince goles, fichó por el Modena F. C. para las siguientes tres temporadas.

## Internacional
El delantero es internacional con la selección de fútbol sub-17 de Portugal y la sub-21 con la que debutó el 11 de octubre de 2019, en una derrota por 2-4 ante Países Bajos en la fase de clasificación para el Campeonato de Europa de la UEFA de 2021, sustituyendo a su compañero de club Rafael Leão.

## Clubes
| Club                     | País     | Año       | Partidos | Goles |
| ------------------------ | -------- | --------- | -------- | ----- |
| Sporting de Portugal "B" | Portugal | 2018-2020 | 53       | 32    |
| Sporting de Portugal     | Portugal | 2020-2022 | 12       | 1     |
| U. D. Almería (cedido)   | España   | 2020-2021 | 10       | 0     |
| C. D. Nacional (cedido)  | Portugal | 2021      | 12       | 2     |
| Rio Ave F. C. (cedido)   | Portugal | 2021-2022 | 43       | 10    |
| Ascoli Calcio 1898 FC    | Italia   | 2022-2024 | 59       | 15    |
| Modena F. C.             | Italia   | 2024-     | 26       | 5     |